# Medusae Fossae
Medusae Fossae és una estructura geològica del tipus fossa a la superfície de Mart, situada amb el sistema de coordenades planetocèntriques a -1.39 ° de latitud N i 199.31 ° de longitud E. Fa 278.52 km de diàmetre. El nom va ser fet oficial per la UAI l'any 1973 i pren el nom d'una característica d'albedo que fa referència a Medusa, la més coneguda de les tres gorgones.